# Mônica (futebolista)
Mônica Angélica de Paula (São Carlos, 4 de abril de 1978) é uma ex-futebolista brasileira. Atuava como zagueira.

## Carreira
Cidinha fez parte do elenco da Seleção Brasileira de Futebol Feminino, em Sydney 2000. 